# Corydalis clavibracteata
Corydalis clavibracteata là một loài thực vật có hoa trong họ Anh túc. Loài này được Ludlow & Stearn mô tả khoa học đầu tiên năm 1975.